# Lelde Stumbre
Lelde Stumbre   (Riga, 1952) és una dramaturga letona. És autora de nombroses obres, i també va escriure el guió de Lai tev labi klājas!, una sèrie de televisió de l'any 1995. Va ser candidata al Parlament de Letònia l'any 2011, però va acabar com a finalista del seu partit a la circumstripció electoral de Riga. El 2014 Stumbre va servir breument al Saeima del 30 de gener al 20 de març en substitució d'Einārs Cilinskis.